# Mývatn
Mývatn (isl. mý = komar, muszka + vatn = jezioro, czyli „jezioro komarów”) – jezioro w północno-wschodniej Islandii o powierzchni 37 km² głębokość od 2 do 4,5 m. Jezioro jest pod ścisłą ochroną od 1974. 
Jezioro powstało ok. 38 000 lat temu. Woda jest bogata w składniki mineralne i glony, co powoduje, że woda jeziora jest błękitno-zielona. Leży na obszarze złożonym z formacji skalnych i pól lawowych, źródeł geotermalnych, czynnych wulkanów tarczowych i kraterów. 
Jezioro leży na obszarze ostoi ptaków IBA. Latem gnieździ się tu aż 16 gatunków kaczek, których jest łącznie ok. 150 tys. W zimie można zobaczyć łabędzie krzykliwe (Cygnus cygnus). Ptaki wędrowne reprezentowane są tu przez 240 gatunków, natomiast 76 gatunków wylęga się na miejscu. Od 20 maja do 20 lipca na część terenu w obrębie jeziora nie można w ogóle wchodzić, aby w czasie wylęgu ptaków zapewnić im maksymalny spokój (informują o tym odpowiednie tablice).